# Władcy Portugalii

Herb Portugalii

Chronologiczna lista władców Portugalii (do 1139 hrabiów zależnych od Kastylii).
W XVIII–XIX w. władcy rządzili niekiedy również z Brazylii. Dodatkowo, regenci często nosili tytuły królów. W 1749 królowie Portugalii uzyskali od papieża prawo noszenia tytułu Królów Najwierniejszych.

## Hrabstwo Portugalii

### DynastiaVimara Peres
| #  | Imię                      |          | Lata życia        | Lata życia            | Czas rządów         | Czas rządów         | Rodzice                                      |
| #  | Imię                      | Urodzony | Zmarł             | Od                    | Do                  |                     | Rodzice                                      |
| -- | ------------------------- | -------- | ----------------- | --------------------- | ------------------- | ------------------- | -------------------------------------------- |
| 1  | Vímara Peres              |          | ok. 820 A Coruña  | 873 Guimarāes         | 868                 | 873                 | Pedro Theon ?                                |
| 2  | Lucídio Vimaranes         |          | ok. 850 Guimarāes | 922 Guimarāes         | 873                 | 922                 | Vímara Peres Trudilde                        |
| 3  | Hermenegildo Guterres     |          | ok. 842           | po maju 912           | 873                 | 912                 | Guterre Elwira                               |
| 4  | Monio Guterres            |          | ok. 890           | ok. 959               | 912                 | 922                 | Guterre Mendes Ilduara Eris                  |
| 5  | Mendo I Gonçalves         |          | ?                 | 943/50                | ok. 924             | 943/50              | Gonçalo Betotes Teresa Eris                  |
| 6  | Mumadona Dias             |          | ?                 | 968                   | ok. 924             | 950                 | Diogo Fernandes Onega Lucides                |
| 7  | Gonçalo Mendes            |          | ok. 925           | 997                   | 950                 | 997                 | Mendo I Gonçalves Mumadona Dias              |
| 8  | Mendo II Gonçalves        |          | ?                 | 6 października 1008   | 997                 | 6 października 1008 | Gonçalo Mendes Ilduara Pais                  |
| 9  | Tutadona Moniz de Coimbra |          | ok. 960?          | 1025                  | 6 października 1008 | 1025                | Munio Froilaz de Coimbra Elvira Pais de Deza |
| 10 | Alvito Nunes              |          | ok. 985?          | 1015/16 Zamek Vermoim | 6 października 1008 | 1015/16             | Nuno Alvites ?                               |
| 11 | Nuno I                    |          | ok. 1000?         | 1028                  | 1017                | 1028                | Alvito Nunes Gontina                         |
| −  | Ilduara Mendes            |          | ok. 1000          | 1058                  | 1028 1050           | ok. 1043 1058       | Mendo II Gonçalves Tutadona Moniz            |
| 12 | Mendo III                 |          | ok. 1020          | 1050                  | 1028                | 1050                | Nuno I Ilduara Mendes                        |
| 13 | Nuno II                   |          | ok. 1040          | 28 lutego 1071        | 1050                | 28 lutego 1071      | Mendo III ?                                  |

### Dynastia burgundzka
| # | Imię                |          | Lata życia                | Lata życia                                             | Czas rządów     | Czas rządów                       | Rodzice                                 |
| # | Imię                | Urodzony | Zmarł                     | Od                                                     | Do              |                                   | Rodzice                                 |
| - | ------------------- | -------- | ------------------------- | ------------------------------------------------------ | --------------- | --------------------------------- | --------------------------------------- |
| 1 | Rajmund z Burgundii |          | 1070 Besançon             | 24 maja 1107 Grajal de Campos                          | 1087            | 1096                              | Wilhelm I Stefania z Longwy             |
| 1 | Urraka Kastylijska  |          | 1080 León                 | 8 marca 1126 Saldaña                                   | 1087            | 1096                              | Alfons VI Konstancja Burgundzka         |
| 2 | Henryk Burgundzki   |          | 1066 Dijon                | 12 maja 1112 Astorga                                   | ok. 1096        | 12 maja 1112                      | Henryk de Bourgogne Sybilla z Barcelony |
| 2 | Teresa de Leon      |          | ok. 1080 Póvoa de Lanhoso | 11 listopada 1130 Klasztor Santa Maria de Montederramo | ok. 1096        | 24 czerwca 1128                   | Alfons VI Jimena Muñoz                  |
| 3 | Alfons Henryk       |          | 25 lipca 1109 Guimarães   | 6 grudnia 1185 Coimbra                                 | 24 czerwca 1128 | 26 lipca 1139 Koronowany na króla | Henryk Burgundzki Teresa de Leon        |

## Królestwo Portugalii

### Dynastia burgundzka (de Borgonha ou Afonsina)
| # | Imię                              |          | Lata życia                   | Lata życia                   | Czas rządów      | Czas rządów          | Rodzice                                           |
| # | Imię                              | Urodzony | Zmarł                        | Od                           | Do               |                      | Rodzice                                           |
| - | --------------------------------- | -------- | ---------------------------- | ---------------------------- | ---------------- | -------------------- | ------------------------------------------------- |
| 1 | Alfons I Zdobywca Afonso I        |          | 25 lipca 1109 Guimarães      | 6 grudnia 1185 Coimbra       | 26 lipca 1139    | 6 grudnia 1185       | Henryk Burgundzki Teresa de Leon                  |
| 2 | Sancho I Kolonizator Sancho I     |          | 11 listopada 1154 Coimbra    | 26 marca 1211 Coimbra        | 6 grudnia 1185   | 26 marca 1211        | Alfons I Zdobywca Mafalda Sabaudzka               |
| 3 | Alfons II Gruby Afonso II         |          | 23 kwietnia 1185 Coimbra     | 25 marca 1223 Coimbra        | 26 marca 1211    | 25 marca 1223        | Sancho I Kolonizator Dulce Berenguer              |
| 4 | Sancho II Pobożny Sancho II       |          | 8 września 1209 Coimbra      | 4 stycznia 1248 Toledo       | 25 marca 1223    | 4 grudnia 1247       | Alfons II Gruby Urraka Kastylijska                |
| 5 | Alfons III Dzielny Afonso III     |          | 5 maja 1210 Coimbra          | 16 lutego 1279 Alcobaça      | 4 stycznia 1248  | 16 lutego 1279       | Alfons II Gruby Urraka Kastylijska                |
| 6 | Dionizy I Rolnik Dinis I          |          | 9 października 1261 Lizbona  | 7 stycznia 1325 Santarém     | 16 lutego 1279   | 7 stycznia 1325      | Alfons III Beatrycze Kastylijska                  |
| 7 | Alfons IV Dzielny Afonso IV       |          | 8 lutego 1291 Lizbona        | 28 maja 1357 Lizbona         | 7 stycznia 1325  | 28 maja 1357         | Dionizy I Izabela Aragońska                       |
| 8 | Piotr I Sprawiedliwy Pedro I      |          | 8 kwietnia 1320 Coimbra      | 18 stycznia 1367 Estremoz    | 28 maja 1357     | 18 stycznia 1367     | Alfons IV (król Portugalii) Beatrycze Kastylijska |
| 9 | Ferdynand I Przystojny Fernando I |          | 31 października 1345 Coimbra | 22 października 1383 Lizbona | 18 stycznia 1367 | 22 października 1383 | Piotr I Sprawiedliwy Konstancja Manuel            |

### Bezkrólowie (regenci)
| # | Imię                    |          | Lata życia               | Lata życia                                 | Czas rządów          | Czas rządów     | Rodzice                                                   |
| # | Imię                    | Urodzony | Zmarł                    | Od                                         | Do                   |                 | Rodzice                                                   |
| - | ----------------------- | -------- | ------------------------ | ------------------------------------------ | -------------------- | --------------- | --------------------------------------------------------- |
| – | Leonor Teles de Menezes |          | ok. 1350                 | 27 kwietnia 1386 lub 1390/1406 Tordesillas | 22 października 1383 | 16 grudnia 1383 | Martim Afonso Telo de Menezes Aldonça Anes de Vasconcelos |
| – | Jan d’Aviz João de Avis |          | 11 kwietnia 1357 Lizbona | 13 sierpnia 1433 Lizbona                   | 16 grudnia 1383      | 6 kwietnia 1385 | Piotr I Sprawiedliwy Teresa Lourenço                      |

### DynastiaAviz(de Avis/Joanina)
| #    | Imię                               |          | Lata życia                 | Lata życia                       | Czas rządów          | Czas rządów          | Rodzice                                     |
| #    | Imię                               | Urodzony | Zmarł                      | Od                               | Do                   |                      | Rodzice                                     |
| ---- | ---------------------------------- | -------- | -------------------------- | -------------------------------- | -------------------- | -------------------- | ------------------------------------------- |
| 10   | Jan I Dobry João I                 |          | 11 kwietnia 1357 Lizbona   | 13 sierpnia 1433 Lizbona         | 6 kwietnia 1385      | 14 sierpnia 1433     | Piotr I Sprawiedliwy Teresa Lourenço        |
| 11   | Edward I Elokwentny Duarte I       |          | 31 października 1391 Viseu | 9 września 1438 Tomar            | 14 sierpnia 1433     | 9 września 1438      | Jan I Dobry Filipa Lancaster                |
| 12   | Alfons V Afrykańczyk Afonso V      |          | 15 stycznia 1432 Sintra    | 28 sierpnia 1481 Lizbona         | 13 września 1438     | 28 sierpnia 1481     | Edward I Aviz Eleonora Aragońska            |
| 13   | Jan II Doskonały João II           |          | 3 maja 1455 Lizbona        | 25 października 1495 Alvor       | 28 sierpnia 1481     | 25 października 1495 | Alfons V Afrykańczyk Izabela de Coimbra     |
| 14   | Manuel I Szczęśliwy Manuel I       |          | 31 maja 1469 Alcochete     | 13 grudnia 1521 Lizbona          | 25 października 1495 | 13 grudnia 1521      | Ferdynand Aviz, książę Viseu Beatrycze Aviz |
| 15   | Jan III Pobożny João III           |          | 7 czerwca 1502 Lizbona     | 11 czerwca 1557 Lizbona          | 13 grudnia 1521      | 11 czerwca 1557      | Manuel I Szczęśliwy Maria Aragońska         |
| 16   | Sebastian I Upragniony Sebastião I |          | 20 stycznia 1554 Lizbona   | 4 sierpnia 1578 Al-Kasr al-Kabir | 11 czerwca 1557      | 4 sierpnia 1578      | Jan d’Aviz Joanna Austriacka                |
| 17   | Henryk I Kardynał Henrique I       |          | 31 stycznia 1512 Lizbona   | 31 stycznia 1580 Almeirim        | 4 sierpnia 1578      | 31 stycznia 1580     | Manuel I Szczęśliwy Maria Aragońska         |
| (18) | Antoni I de Crato António de Crato |          | 20 marca 1531 Lizbona      | 26 sierpnia 1595 Paryż           | 24 lipca 1580        | 25 sierpnia 1580     | Ludwik Aviz (książę Beja) Jolanta Gomes     |

### Habsburgowie(Filipina/de Habsburgo/dos Áustrias)
| #  | Imię                             |          | Lata życia                 | Lata życia                | Czas rządów      | Czas rządów             | Rodzice                                   |
| #  | Imię                             | Urodzony | Zmarł                      | Od                        | Do               |                         | Rodzice                                   |
| -- | -------------------------------- | -------- | -------------------------- | ------------------------- | ---------------- | ----------------------- | ----------------------------------------- |
| 18 | Filip I Roztropny Filipe I       |          | 21 maja 1527 Valladolid    | 13 września 1598 Escorial | 12 września 1580 | 13 września 1598        | Karol V Habsburg Izabela Portugalska      |
| 19 | Filip II Pobożny Filipe II       |          | 14 kwietnia 1578 Madryt    | 31 marca 1621 Madryt      | 13 września 1598 | 31 marca 1621           | Filip II Habsburg Anna Habsburg           |
| 20 | Filip III Król Planet Filipe III |          | 8 kwietnia 1605 Valladolid | 17 września 1665 Madryt   | 31 marca 1621    | 1 grudnia 1640 Usunięty | Filip III Habsburg Małgorzata Austriaczka |

### DynastiaBragança(de Bragança/Brigantina)[6]
| #    | Imię                                                   |          | Lata życia                     | Lata życia                   | Czas rządów          | Czas rządów                               | Rodzice                                                     |
| #    | Imię                                                   | Urodzony | Zmarł                          | Od                           | Do                   |                                           | Rodzice                                                     |
| ---- | ------------------------------------------------------ | -------- | ------------------------------ | ---------------------------- | -------------------- | ----------------------------------------- | ----------------------------------------------------------- |
| 21   | Jan IV Odnowiciel João IV                              |          | 19 marca 1603 Vila Viçosa      | 6 listopada 1656 Lizbona     | 1 grudnia 1640       | 6 listopada 1656                          | Teodozjusz II de Braganza Ana de Velasco y Giron            |
| 22   | Alfons VI Zwycięski Afonso VI                          |          | 21 sierpnia 1643 Lizbona       | 12 września 1683 Sintra      | 6 listopada 1656     | 12 września 1683                          | Jan IV Szczęśliwy Ludwika de Guzman                         |
| 23   | Piotr II Spokojny Pedro II                             |          | 26 kwietnia 1648 Lizbona       | 9 grudnia 1706 Alcantara     | 12 września 1683     | 9 grudnia 1706                            | Jan IV Szczęśliwy Ludwika de Guzman                         |
| 24   | Jan V Wielkoduszny João V                              |          | 22 października 1689 Lizbona   | 31 lipca 1750 Lizbona        | 9 grudnia 1706       | 31 lipca 1750                             | Piotr II Spokojny Maria Zofia von Pfalz-Neuburg             |
| 25   | Józef I Reformator José I                              |          | 6 czerwca 1714 Lizbona         | 24 lutego 1777 Lizbona       | 31 lipca 1750        | 24 lutego 1777                            | Jan V Wielkoduszny Maria Anna Habsburg                      |
| 26   | Maria I                                                |          | 17 grudnia 1734 Lizbona        | 20 marca 1816 Rio de Janeiro | 24 lutego 1777       | 20 marca 1816                             | Józef I Reformator Marianna Wiktoria Burbon                 |
| −    | Piotr III Budowniczy Pedro III Król iure uxoris        |          | 5 lipca 1717 Lizbona           | 25 maja 1786 Queluz          | 24 lutego 1777       | 25 maja 1786                              | Jan V Wielkoduszny Maria Anna Habsburg                      |
| 27   | Jan VI Klement João VI                                 |          | 13 maja 1769 Lizbona           | 10 marca 1826 Lizbona        | 20 marca 1816        | 10 marca 1826                             | Piotr III (król Portugalii) Maria I (królowa Portugalii)    |
| 28   | Piotr IV Król Żołnierz Pedro IV                        |          | 12 października 1798 Queluz    | 24 września 1834 Queluz      | 10 marca 1826        | 2 maja 1828 Abdykował                     | Jan VI (król Portugalii) Karolina Joachima Burbon           |
| 29   | Maria II Dobra Matka Maria II                          |          | 4 kwietnia 1819 Rio de Janeiro | 15 listopada 1853 Lizbona    | 2 maja 1828          | 23 czerwca 1828 Usunięta                  | Piotr IV (król Portugalii) Maria Leopoldyna Habsburg        |
| 30   | Michał I Uzurpator Miguel I                            |          | 26 października 1802 Queluz    | 14 listopada 1866 Wertheim   | 26 lutego 1828       | 6 maja 1834 Usunięty                      | Jan VI (król Portugalii) Karolina Joachima Burbon           |
| (29) | Maria II Dobra Matka Maria II                          |          | 4 kwietnia 1819 Rio de Janeiro | 15 listopada 1853 Lizbona    | 6 maja 1834          | 15 listopada 1853                         | Piotr IV (król Portugalii) Maria Leopoldyna Habsburg        |
| −    | Ferdynand II Król Artysta Fernando II Król iure uxoris |          | 29 października 1816 Wiedeń    | 15 grudnia 1885 Lizbona      | 16 września 1837     | 15 listopada 1853                         | Ferdynand von Sachsen-Coburg-Saalfeld-Kohary Antonia Kohary |
| 31   | Piotr V Nadzieja Pedro V                               |          | 16 września 1837 Lizbona       | 11 listopada 1861 Lizbona    | 15 listopada 1853    | 11 listopada 1861                         | Ferdynand II Koburg Maria II (królowa Portugalii)           |
| 32   | Ludwik I Popularny Luís I                              |          | 31 października 1838 Lizbona   | 19 października 1889 Cascais | 11 listopada 1861    | 19 października 1889                      | Ferdynand II Koburg Maria II (królowa Portugalii)           |
| 33   | Karol I Dyplomata Carlos I                             |          | 28 września 1863 Lizbona       | 1 lutego 1908 Lizbona        | 19 października 1889 | 1 lutego 1908                             | Ludwik I (król Portugalii) Maria Pia Sabaudzka              |
| 34   | Manuel II Patriota Manuel II                           |          | 15 listopada 1889 Lizbona      | 2 lipca 1932 Londyn          | 1 lutego 1908        | 5 października 1910 Proklamacja republiki | Karol I (król Portugalii) Amelia Orleańska                  |